# 13-й парламент Ричарда II
Парла́мент 1385 го́да — 13-й парламент, созванный во время правления английского короля Ричарда II в Вестминстере. Призывная грамота была выпущена 3 сентября 1385 года, сам парламент заседал с 20 октября по 6 декабря 1385 года. Во время его работы недовольная расточительностью короля палата общин потребовала от него провести реформы, основной целью которых было увеличение доходов короны и снижение расходов, чтобы король мог жить за счёт собственных средств. Кроме того, развернулась борьба вокруг титулов, пожалованных в июне 1385 года королём своим приближённым. В итоге графские титулы Саймона Бёрли и Джона Невилла не были подтверждены парламентом, а титулы графа Саффолка для канцлера Майкла де ла Поля и маркиза Дублина для Роберта де Вера, графа Оксфорда были оставлены только после обещания Ричардом II провести реформы. Кроме того, двум младшим дядям короля, Эдмунду Лэнгли и Томасу Вудстоку, были подтверждены пожалованные в июне 1385 года титулы соответственно герцогов Йорка и Глостера.
Желая контролировать расходы, палата общин навязала Ричарду II ряд условий. Королю пришлось отказаться от взимания щитовых денег, после чего эта практика исчезла окончательно. Ещё одним своим решением палата общин подчеркнула свой контроль над самой важной строкой королевских доходов, отказавшись предоставить субсидии на торговлю шерстью на период с 24 июня по 1 августа 1386 года. Кроме того, предоставление снабжения, пусть и достаточно щедрого, было поставлено в зависимость от оговорённых условий.
Именно во время парламента 1385 года начались неприятности и политические неурядицы, которые сопровождали всё последующее царствование Ричарда II. Нежелание короля соблюдать наложенные парламентом ограничения привели к политическому кризису 1386 года, разразившегося во время работы «Замечательного парламента», и последующему конституционному кризису, который привёл к восстанию лордов-апеллянтов в 1388 году и политическим кризисам 1388 и 1397 годов.

## Политическая обстановка

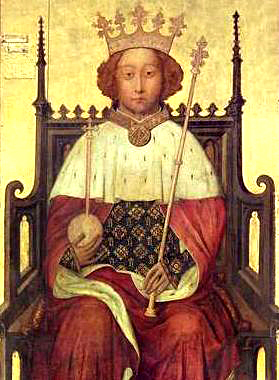
Король Англии Ричард II. Работа неизвестного художника конца XIV века, экспонируемая в Вестминстерском аббатстве

Король Ричард II вступил на английский престол в 1377 году, сменив деда, Эдуарда III. После подавления крестьянского восстания 1381 года и брака короля с Анной Чешской многие из тех, кто служил Ричарду II в годы его малолетства (а ранее служили его отцу, Эдуарду Чёрному принцу), покинули двор. По мере взросления он окружал себя людьми по своему выбору. Ближайшее окружение юного короля имело на него огромное влияние, а его покровительство друзьям было щедрым до безумия.
В 1380-е годы у многих английских аристократов и представителей дворянства, представленных в палате общин английского парламента, не без оснований зрело недовольство ближайшим окружением Ричарда II, постепенно переросшее во враждебность. В число окружения входил Роберт де Вер, граф Оксфорд, имевший огромное влияние на короля. Постепенно королевский фаворит становился всё более непопулярным среди английской знати, поскольку королевская благосклонность приносила ему значительные земельные пожалования.
Другими заметными фаворитами Ричарда II были лорд-канцлер Майкл де ла Поль, которому принадлежала ведущая роль в управлении Англией, и сэр Саймон Бёрли, бывший королевский наставник, который держал в своих руках все нити управления государством и имел сильное влияние на короля сначала через Джоанну Кентскую, мать Ричарда, а после её смерти — через жену, королеву Анну. Обе женщины доверяли Бёрли, а Ричард относился к своему наставнику с глубоким почтением.
Летом 1385 года Ричард II возглавил свою первую военную экспедицию — против Шотландии. Она сопровождалась двумя мерами, которые ещё более снизили популярность английского правительства: было созвано феодальное войско, и был собран щитовой сбор — феодальный налог, который, судя по всему, не собирался уже полвека. Параллельно король щедро распределял земли и почести, что, судя по всему, дорого обошлось палате общин. 6 августа «при первом вступлении короля в Шотландию» Ричард II присвоил несколько титулов. Двое самых младших братьев его покойного отца, Эдмунд Лэнгли и Томас Вудсток, получили соответственно титулы герцога Йорка и Глостера, а королевский фаворит, канцлер Майкл де ла Поль — графа Саффолка. В «Вестминстерской хронике» сообщается, что ещё одному фавориту, Саймону Бёрли, тогда же был присвоен титул графа Хантингдона, а северному магнату барону Джону Невиллу из Рэби — графа Камберленда. Всем им была выделена ежегодная рента в тысячу марок.
Ещё одному фавориту, Роберту де Веру, который к концу работы парламента 1385 года получит титул маркиза Дублина, были последовательно пожалованы замок Куинборо, барония Окем, возвращены земли Одли, передана бо́льшая часть королевских доходов от Ирландии и обещана финансовая поддержка в Ирландии на сумму около 45 тысяч фунтов. Не были обойдены и другие королевские фавориты: Томас Моубрей, граф Нортгемптон, получил маршальское звание, а Генри ле Диспенсеру, епископу Норвича, был прощён наложенный палатой общин двумя годами ранее штраф суммой около 25 тысяч фунтов. Магнаты королевского двора, кроме того, получили земли с ежегодным доходом более тысячи фунтов. Крупная военная победа, возможно, уменьшила бы критику короля, но шотландский поход закончился безрезультатно. В итоге, когда собрался парламент, у палаты общин не было веских причин одобрительно смотреть на чрезмерную щедрость короля и соглашаться на дополнительные налоги: обещанные де Веру 45 тысяч фунтов были эквивалентны полутора парламентским субсидиям, а 7 тысяч фунтов в год составляли половину субсидии на 13 месяцев. По подсчётам историков, при продолжении подобных пожалований Ричард II ещё до наступления 21 года практически исчерпал бы свои личные доходы. В итоге разорительная щедрость короля привела к серьёзному политическому кризису.

## Работа парламента